# OneFM

Sigla actuală OneFM, din 2009 până în prezent.

OneFM este un post de radio online care aparține de trustul Antenna Entertainment și care difuzează în mare parte muzicǎ electronicǎ, de la dance, minimal, techno și electro, pânǎ la progressive.
A fost lansat pe 4 august 2007, înlocuind Mix FM. Postul în prezent emite doar online, fără publicitate, iar vechile frecvențe au fost preluate de către Rock FM pe 25 octombrie 2010.
În 2013, OneFM, alături de Kiss FM, Kiss TV, Magic FM și Rock FM, au fost cumpărate de către ANT1 Group de la ProSiebenSat.1 Media. 

## Vechile frecvențe
- București 100.6 FM
- Cluj 92.2 FM
- Constanța 103.9 FM
- Sibiu 89.9 FM
- Suceava 107.7 FM
- Târgu Mureș 88.4 FM
- Bistrița 88.2 FM
- Galați - Brăila 104.8 FM